# Mickelson
Mickelson ist ein patronymischer Familienname, der vom Namen Michael hergeleitet wird (Sohn des Michael). Er ist der Familienname folgender Personen:
- David M. Mickelson (* 1944), amerikanischer Geologe
- George S. Mickelson (1941–1993), US-amerikanischer Politiker
- George Theodore Mickelson (1903–1965), US-amerikanischer Politiker
- Nicholas Mickelson (* 1999), norwegischer Fußballspieler
- Phil Mickelson (* 1970), US-amerikanischer Golfspieler
- Sig Mickelson (1913–2000), amerikanischer Fernsehjournalist
- Timothy Mickelson (1948–2017), US-amerikanischer Ruderer

Siehe auch:
- Mihkelson
- Michelson